# Madara Līduma
Madara Līduma (Gulbene, 10 augustus 1982) is een voormalig biatlete uit Letland. Ze vertegenwoordigde haar vaderland op de Olympische Winterspelen 2006 in Turijn en de Olympische Winterspelen 2010 in Vancouver.

## Resultaten

### Olympische Winterspelen
| Jaar | Plaats    | Onderdeel   | Onderdeel | Onderdeel     | Onderdeel  | Onderdeel |
| Jaar | Plaats    | Individueel | Sprint    | Achtervolging | Massastart | Estafette |
| ---- | --------- | ----------- | --------- | ------------- | ---------- | --------- |
| 2006 | Turijn    | 10e         | 28e       | 20e           | 20e        | 18e       |
| 2010 | Vancouver | 66e         | 56e       | 37e           | –          | 18e       |

### Wereldkampioenschappen
| Jaar | Plaats           | Onderdeel                               | Onderdeel                               | Onderdeel                               | Onderdeel                               | Onderdeel                               | Onderdeel          |
| Jaar | Plaats           | Individueel                             | Sprint                                  | Achtervolging                           | Massastart                              | Estafette                               | Gemengde estafette |
| ---- | ---------------- | --------------------------------------- | --------------------------------------- | --------------------------------------- | --------------------------------------- | --------------------------------------- | ------------------ |
| 2003 | Chanty-Mansiejsk | 48e                                     | 56e                                     | 48e                                     | –                                       | –                                       |                    |
| 2004 | Oberhof          | 60e                                     | 77e                                     | –                                       | –                                       | –                                       |                    |
| 2005 | Hochfilzen       | 65e                                     | 15e                                     | 29e                                     | –                                       | –                                       | 21e                |
| 2006 | Pokljuka         | Niet gehouden vanwege Olympische Spelen | Niet gehouden vanwege Olympische Spelen | Niet gehouden vanwege Olympische Spelen | Niet gehouden vanwege Olympische Spelen | Niet gehouden vanwege Olympische Spelen | –                  |
| 2007 | Antholz          | 15e                                     | 27e                                     | 48e                                     | 27e                                     | –                                       | 17e                |
| 2008 | Östersund        | 38e                                     | 11e                                     | 17e                                     | 20e                                     | 20e                                     | –                  |
| 2009 | Pyeongchang      | 31e                                     | 72e                                     | –                                       | –                                       | 20e                                     | –                  |
| 2010 | Chanty-Mansiejsk | Niet gehouden vanwege Olympische Spelen | Niet gehouden vanwege Olympische Spelen | Niet gehouden vanwege Olympische Spelen | Niet gehouden vanwege Olympische Spelen | Niet gehouden vanwege Olympische Spelen | –                  |
| 2011 | Chanty-Mansiejsk | DNS                                     | 72e                                     | –                                       | –                                       | –                                       | 17e                |

### Wereldkampioenschappen junioren
| Jaar | Plaats           | Onderdeel   | Onderdeel | Onderdeel     | Onderdeel |
| Jaar | Plaats           | Individueel | Sprint    | Achtervolging | Estafette |
| ---- | ---------------- | ----------- | --------- | ------------- | --------- |
| 2000 | Hochfilzen       | 39e         | 48e       | 46e           | –         |
| 2001 | Chanty-Mansiejsk | 33e         | 16e       | 11e           | –         |
| 2002 | Ratschings       | 28e         | 14e       | 22e           | –         |
| 2003 | Kościelisko      | 13e         | 6e        | 8e            | –         |

### Wereldbeker
Eindklasseringen
| Seizoen   | Algemeen | Individueel | Sprint | Achtervolging | Massastart |
| --------- | -------- | ----------- | ------ | ------------- | ---------- |
| 2004/2005 | 62e      | –           | 50e    | 68e           | –          |
| 2005/2006 | 37e      | 26e         | 45e    | 33e           | 38e        |
| 2006/2007 | 56e      | 31e         | 60e    | –             | 47e        |
| 2007/2008 | 42e      | –           | 29e    | 43e           | 41e        |
| 2008/2009 | 64e      | 43e         | 74e    | 59e           | –          |
| 2009/2010 | 51e      | 56e         | 45e    | 50e           | –          |
| 2010/2011 | 50e      | –           | 42e    | 46e           | –          |